# Der Volksstaat

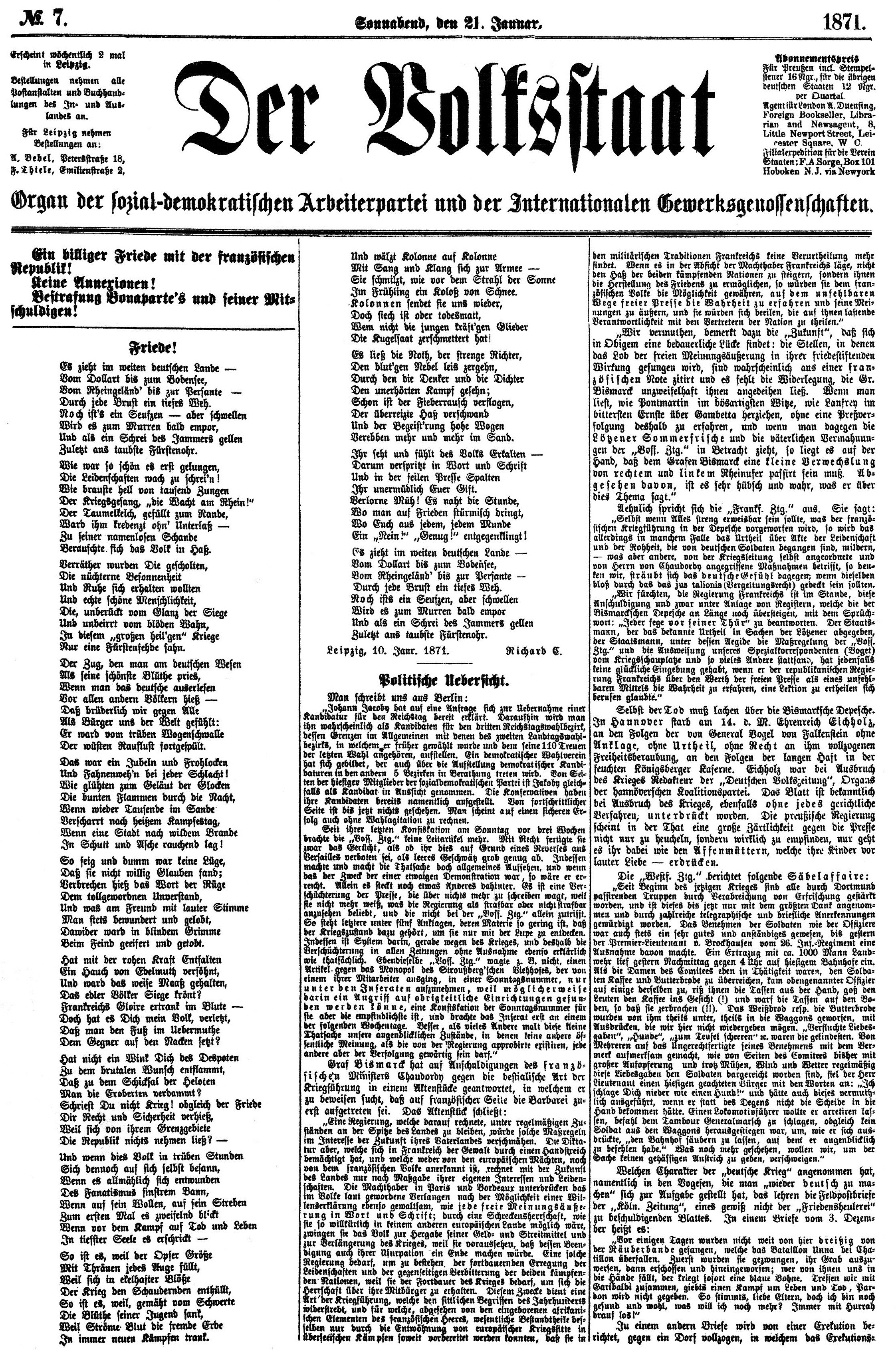
Der Volksstaat. 7. číslo z 21. ledna 1871, strana 1

Der Volksstaat. Organ der sozialdemokratischen Arbeiterpartei und der internationalen Gewerksgenossenschaften byl sociálnědemokratický časopis a stranický orgán Sociálně-demokratické strany pracujících v Německu. Tento časopis vycházel od 1. října 1869 do 29. září 1876. Redaktorem byl Wilhelm Liebknecht. Příloha Der Volksstaat-Erzähler vycházela od 7. prosince 1873 do 19. prosince 1875. Mimo jiné s tímto časopisem spolupracovali i Karl Marx a Friedrich Engels.